# حلبة دي كاتلونيا

مسار حلبة دي كاتلونيا

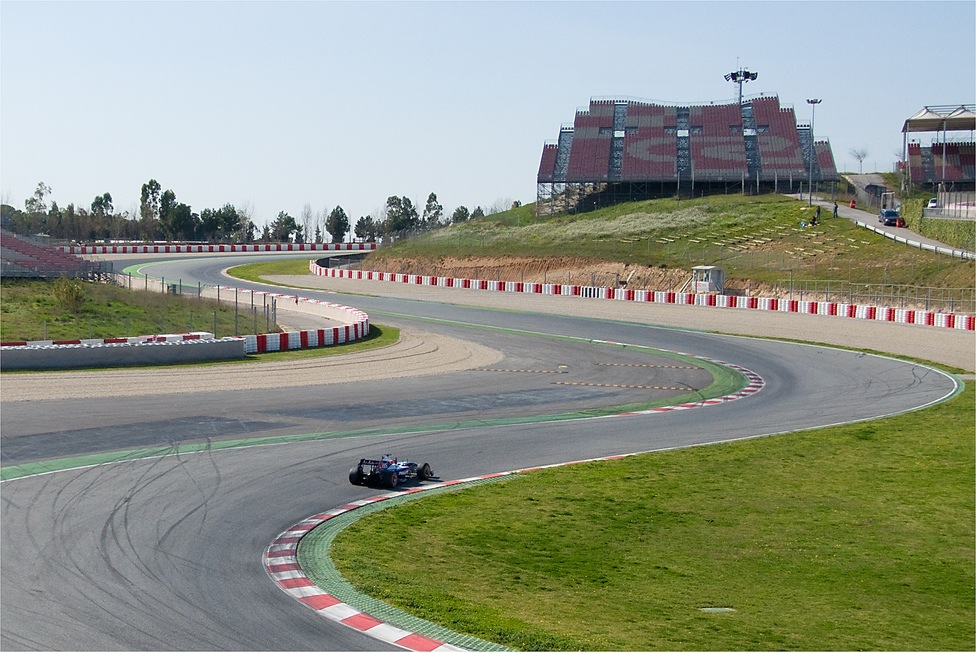
المنعطف الأول في المسار

حلبة دي كاتلونيا أو حلبة برشلونة هي مضمار لسباق السيارات في بلدية مونتميلو في شمال برشلونة الإسبانية، ويستضيف سباق جائزة إسبانيا الكبرى للفورمولا واحد.
وقد تم بناء حلبة كاتالونيا عام 1991 وبدأت في استضافة سباق الجائزة الكبرى الإسباني في العام نفسه. وتزامن البناء أيضا مع دورة الألعاب الأولمبية التي عقدت في برشلونة، حيث احتضنت منافسات سباق الدراجات الهوائية. كما تستضيف العديد من سلسلة سباقات أخرى، بما في ذلك سباق موتو جي بي. يبلغ طول مسار الحلبة 4655 متر وتضم ما مجموعه 16 منعطفا.